# 拉斯梅赛德斯战役
拉斯梅赛德斯战役（1958年7月29日—8月8日）是1958年“夏季行动”期间发生在古巴马埃斯特腊山脉地区的最后一场战役。“夏季行动”是富尔亨西奥·巴蒂斯塔军事独裁政权于1958年夏季发起的一次军事攻势，目的是镇压由七二六运动领导的起义军。
这场战役实际上是一个陷阱，由古巴将军欧赫尼奥·坎蒂略设计，目的是将以菲德尔·卡斯特罗为首的游击队引诱到一个可以被包围并加以歼灭的地点。战役最终以停火告终，这是卡斯特罗提出、坎蒂略接受的。在停火期间，卡斯特罗的部队成功撤回山区。尽管在技术层面上，这场战役被视为古巴军队的胜利，但实际上却令其士气低落、意志消沉。卡斯特罗则将这一结果视为胜利，并很快发动起义军的反攻。